# Дрепунг

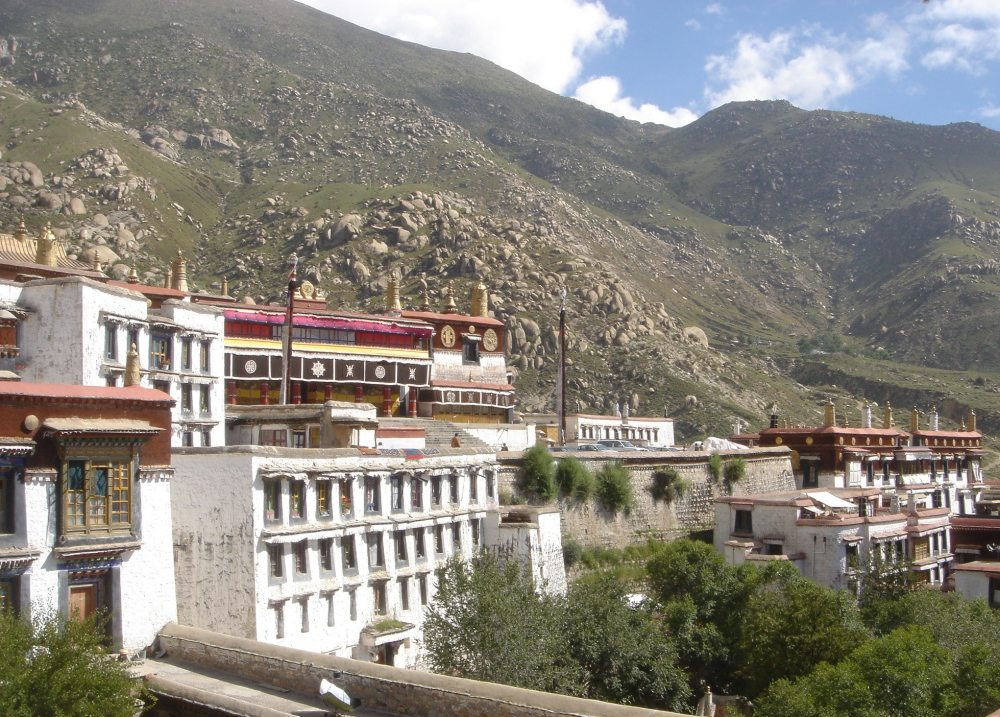
Университет-монастырь Дрепунг около Лхасы

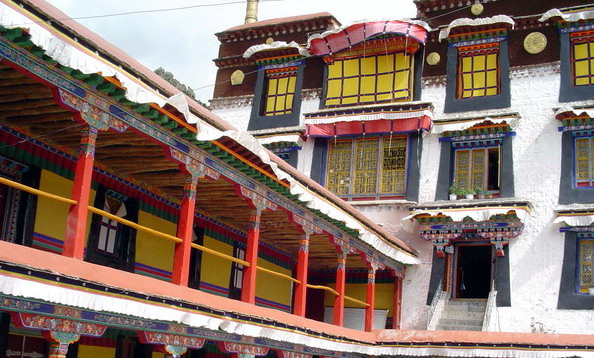
Монастырь Дрепунг

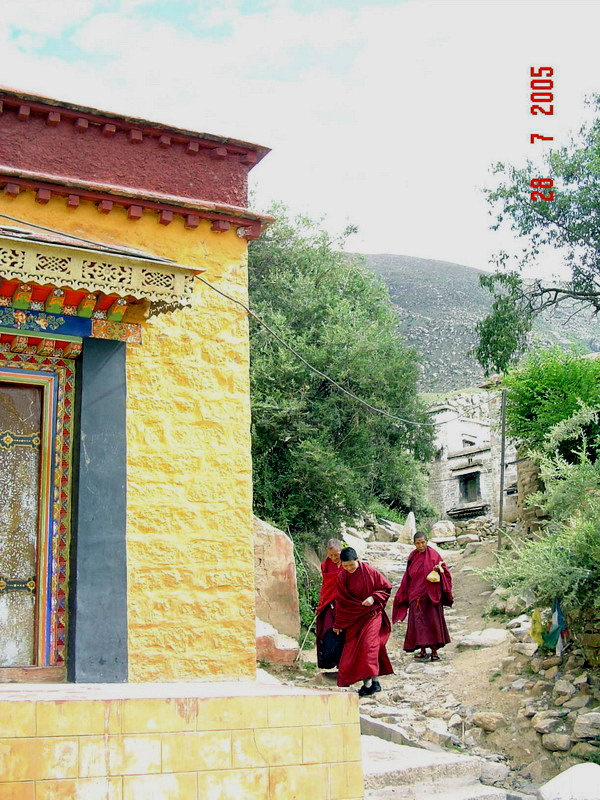
Монастырь Дрепунг

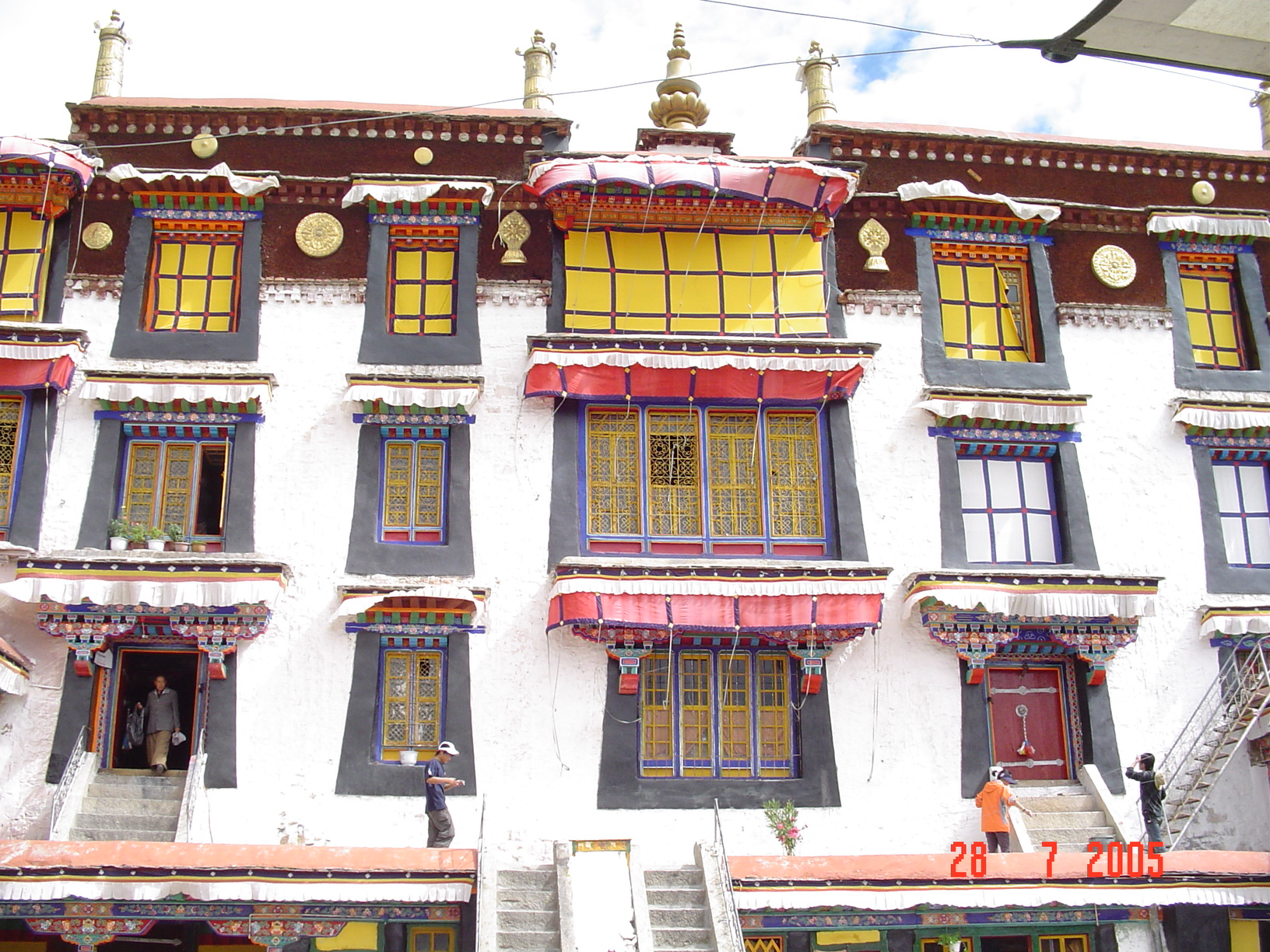
Монастырь Дрепунг

Дрепу́нг (тиб. འབྲས་སྤུངས, вайли: ’Bras-spungs, кит. 哲蚌 Чжэбан, китайская романизация тибетского языка: Zhaibung; согласно официальной тибетско-русской транскрипции — Джэбунг; в монгольском произношении — Брайбун) — монастырь в пригороде Лхасы в Тибетском автономном районе Китая, примерно в 10 км от города. Самый крупный буддийский монастырь и университет школы гелуг тибетского буддизма, а также место паломничества. Ранее Дрепунг был одним из трёх государственных «великих» монастырей, с подворьями по всему Тибету и за его пределами. Территория монастыря составляет 200 тыс. м².

## История
Дрепунг был основан в 1416 году одним из ближайших учеников Чже Цонкапы Джамьяном-чойдже Таши Палденом. До постройки дворца Потала Дрепунг был резиденцией Далай-лам. Настоятели монастыря играли важную роль в политике Тибета, были наиболее близки к Далай-ламам, нередко становились регентами при малолетних Далай-ламах и занимали высшие посты в государстве.
До занятия Тибета китайцами в 1959 году в Дрепунге было более 15 тысяч монахов, это был самый большой монастырь Тибета. Сейчас монастырь продолжает функционировать, в нём проживает несколько сотен монахов. Также является музеем, который посещают многочисленные туристы.

## Архитектура и интерьер
Во время Культурной революции монастырь был частично разрушен, однако сохранились центральный зал собраний и залы факультетов-дацанов Лоселинг, Гоман, Нгагпа и Деянг, а также бывшая резиденция Далай-ламы дворец Ганден-пходранг.

## Монастырь Дрепунг в Южной Индии
В Южной Индии тибетские беженцы организовали новый университет-монастырь Дрепунг, находящийся на севере штата Карнатака в окрестностях города Мунгод (около 60 км от агломерации Хубли-Дхарвад). Функционируют факультеты (дацаны) Гоман и Лоселинг, в которых учатся около пяти тысяч монахов.
Гоман-дацан известен тем, что в нём традиционно существует большая община, представляющая монголоязычные народы (тиб. согпо), в том числе российских бурят, калмыков, а также тувинцев. Пост Хамбо-ламы Гоман-дацана в 1978-1980 гг. занимал Агван Нима, бурят по происхождению.